# Lodewijk Caspar Valckenaer
Lodewijk Caspar Valckenaer, né le 7 juin 1715 à Leeuwarden et mort le 15 mars 1785 à Leyde, est un helléniste néerlandais.

## Biographie
Valckenaer est l'élève d’Hemsterhuis. Il devient co-recteur du gymnase de Kampen, professeur de langue grecque, puis d'antiquités grecques, à l'université de Franeker, professeur de langues et d'antiquités grecques, puis d'histoire hollandaise à celle de Leyde, et forme un grand nombre d'élèves distingués, dont Johannes Daniël van Lennep.
Il est le père de Johan Valckenaer, l'un des révolutionnaires les plus radicaux pendant la Révolution batave.

## Œuvres
Il a donné des éditions de :
- Euripide : Hippolyte porte-couronne et Les Phéniciennes ,
- Callimaque : poésies,
- Théocrite : poésies,
- Ammonius : De adfinium vocabulorum differentia
- Il a également participé à l'édition d'Hérodote de Peter Wesseling.

Il a laissé divers ouvrages originaux, réunis sous le titre d’Opuscula philologica, critica et academica.

## Sources
- Marie-Nicolas Bouillet  et Alexis Chassang (dir.), « Louis Gaspard Valckenaer » dans Dictionnaire universel d’histoire et de géographie, 1878 (lire sur Wikisource)

- Notices dans des dictionnaires ou encyclopédies généralistes :   - Biografisch Portaal van Nederland
  - Deutsche Biographie
  - Enciclopedia italiana
  - Treccani
- Notices d'autorité :   - VIAF
  - ISNI
  - BnF (données)
  - IdRef
  - LCCN
  - GND
  - CiNii
  - Espagne
  - Belgique
  - Pays-Bas
  - Pologne
  - Israël
  - NUKAT
  - Vatican
  - Norvège
  - Tchéquie
  - Portugal
  - Grèce
  - WorldCat